# Paklené ostrovy

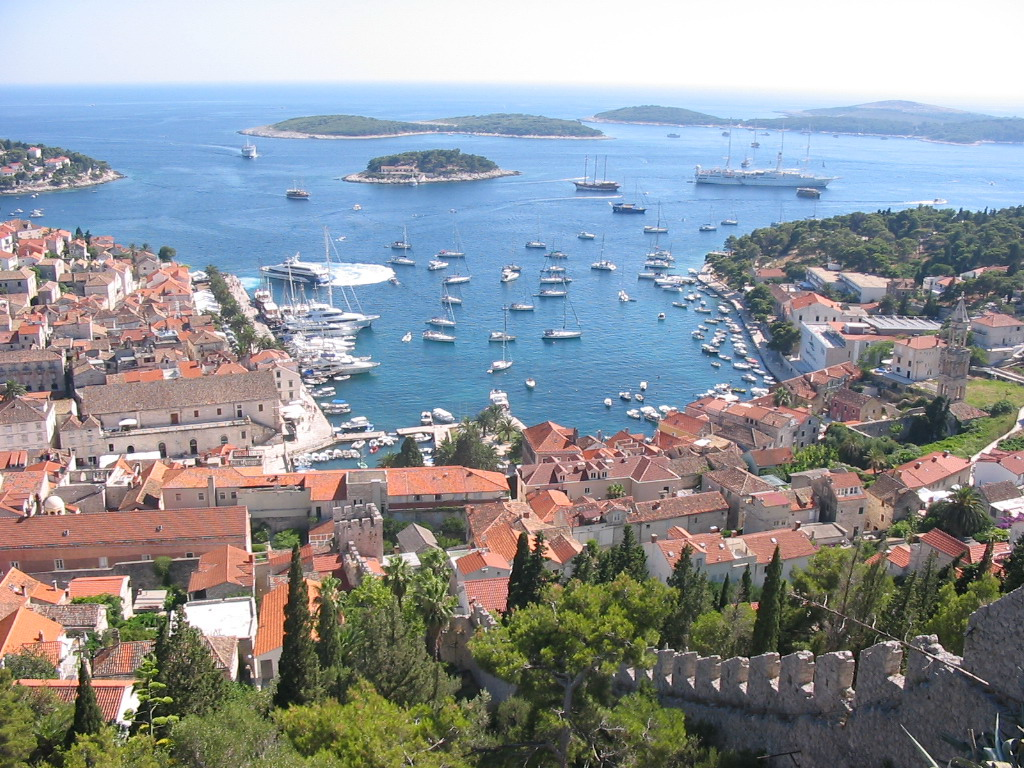
Pohled na Paklené ostrovy z města Hvar

Paklené ostrovy či Smolné ostrovy (chorvatsky Paklinski otoci nebo Pakleni otoci) je skupina malých chorvatských ostrovů v Jaderském moři. Paklené ostrovy se nacházejí v těsné blízkosti jihozápadního pobřeží ostrova Hvar, nedaleko přístavního města Hvar. Název souostroví poukazuje na borovicovou smůlu (v lokálním nářečí paklina), která zde byla používána k utěsňování lodí, často je ale nesprávně vykládán a překládán jako Pekelné ostrovy. Největším ostrovem skupiny je Svatý Klement (Sveti Klement). V zátoce na severovýchodě Svatého Klementa se nachází ACI marina Palmižana.